# Vernon Bartlett
Vernon Bartlett (30. dubna 1894 Westbury, Wiltshire – 18. ledna 1983) byl anglický novinář, politik a spisovatel. Členem britského parlamentu byl mezi lety 1938 až 1950. Jako novinář pracoval pro Daily Mail a byl zahraničním korespondentem The Times. V roce 1933 se přidal k News Chronicle a byl zde diplomatickým korespondentem po dvacet let.

## Vydané publikace
- Calf Love, 1929
- Journey's End: a novel (with R. C. Sherriff), 1930
- Nazi Germany Explained, 1933
- This is My Life, 1937
- Tomorrow Always Comes, 1943
- East of the Iron Curtain, 1950
- Struggle for Africa, 1953
- You and your surfboard, 1953
- And Now, Tomorrow, 1960
- Tuscan Retreat, 1964
- A Book about Elba, 1965
- Introduction to Italy, 1967
- The Past of Pastimes, 1969
- The Colour of their Skin, 1969
- Tuscan Harvest, 1971
- Central Italy, 1972
- Northern Italy, 1973
- I Know What I Liked, 1974